# クアウテモク・ブランコ
クアウテモク・ブランコ・ブラボ（Cuauhtemoc Blanco Bravo, 1973年1月17日 - ）は、メキシコ・メキシコシティ出身の元サッカー選手、政治家。現役時代のポジションはFW（セカンドトップ）。2018年現在、同国モレロス州知事。
アステカ最後の王のクアウテモックにちなんで名付けられた。

## 経歴
1992年にクラブ・アメリカでプロデビュー。1995年2月1日にはメキシコ代表デビューを果たす。1998年のワールドカップにも出場し、韓国戦ではカニばさみを披露した。ベルギー戦では得点を挙げ、メキシコ代表をベスト16に導く。
2000年、レアル・バリャドリードに移籍するが、膝の故障で長期に渡って戦線離脱。2002ワールドカップ予選で窮地に立たされたメキシコ代表だったが、終盤にブランコが復帰して母国を救った。2007年、MLSのシカゴ・ファイアーに移籍した。2010ワールドカップ予選で、再び窮地に陥ったメキシコ代表だったが、またしても最終予選途中からブランコが復帰して母国を救った。
2015年4月21日、現役を引退し、6月7日に行われたモレーロス州クエルナバカ市の市長選挙に当選した。2016年3月、現役に復帰し、最後の1試合をプレーした。2018年7月にモレロス州知事選挙にて当選し、同年10月1日に就任。

## 代表歴

### 出場大会
- メキシコ代表
  - 1998 FIFAワールドカップ
  - 2002 FIFAワールドカップ
  - 2010 FIFAワールドカップ

### 試合数
- 国際Aマッチ 121試合 39得点（1995年-2014年）[5]

| メキシコ代表 | 国際Aマッチ | 国際Aマッチ |
| 年           | 出場        | 得点        |
| ------------ | ----------- | ----------- |
| 1995         | 1           | 0           |
| 1996         | 11          | 4           |
| 1997         | 15          | 4           |
| 1998         | 15          | 3           |
| 1999         | 18          | 8           |
| 2000         | 5           | 5           |
| 2001         | 4           | 5           |
| 2002         | 7           | 1           |
| 2003         | 2           | 0           |
| 2004         | 2           | 0           |
| 2005         | 4           | 0           |
| 2006         | 1           | 0           |
| 2007         | 11          | 4           |
| 2008         | 3           | 0           |
| 2009         | 7           | 3           |
| 2010         | 14          | 2           |
| 2011         | 0           | 0           |
| 2012         | 0           | 0           |
| 2013         | 0           | 0           |
| 2014         | 1           | 0           |
| 通算         | 121         | 39          |